# Роґачево-Велике
Роґачево-Велике (пол. Rogaczewo Wielkie, нім. Hirschwiese) — село в Польщі, у гміні Кшивінь Косцянського повіту Великопольського воєводства.
Населення — 129 осіб (2011).
У 1975-1998 роках село належало до Лешненського воєводства.

## Демографія
Демографічна структура станом на 31 березня 2011 року:
|          | Загалом | Допрацездатний вік | Працездатний вік | Постпрацездатний вік |
| -------- | ------- | ------------------ | ---------------- | -------------------- |
| Чоловіки | 59      | 19                 | 35               | 5                    |
| Жінки    | 70      | 25                 | 35               | 10                   |
| Разом    | 129     | 44                 | 70               | 15                   |